# Adrian (Staryna)
Adrian (světským jménem: Valentyn Jegorovyč Staryna; * 13. prosince 1943, Dnipro) je ukrajinský duchovní Pravoslavné církve Ukrajiny a metropolita bogorodský.

## Život
Narodil se 13. prosince 1943 v Dnipru.
V letech 1961–1963 sloužil v řadách Sovětské armády v Jaroslavské oblasti.
Roku 1967 absolvoval Dnipropetrovskou hudební a pedagogickou školu. Poté rok vyučoval na škole v Dniprovsku. Následně začal studovat na Kyjevském státním pedagogickém institutu. Po skončení studia začal pracovat jako inspektor Kyjevské oblasti.
S požehnáním kyjevského metropolity Filareta (Denysenka) odešel studovat do Trojicko-sergijevské lávry. Zde se však nemohl zapsat. Na doporučení igumena Matfeje (Mormyla) odešel do smolenské eparchie, kde byl biskupem Feodosijem (Procjukem) rukopoložen na diákona a poté na jereje.
Následně začal studovat na Moskevském duchovním semináři a vyučovat zpěv na Moskevské duchovní akademii. Roku 1981 byl přeložen na Leningradskou duchovní akademii, o rok později byl poslán k dispozici patriarchu Pimenovi.
Roku 1982 byl přijat do kléru moskevské eparchie. Stal se knězem chrámu Zjevení Páně v Kolomně. Roku 1987 byl převeden do Kaširského rajónu a následně do města Železnodorožnyj.
Dne 8. září 1987 byl představeným Trojicko-sergijevské lávry archimandritou Alexijem (Kutěpovem) postřižen na monacha a přijal mnišské jméno Adrian.
Roku 1988 absolvoval Moskevskou duchovní akademii.
Na jaře 1989 se stal představeným chrámu Zjevení Páně v Noginsku a současně byl povýšen na igumena. V létě 1990 byl povýšen na archimandritu.
V říjnu 1992 byl metropolitou krutickým a kolomenským Juvenalijem (Pojarkovem) za nedůstojné chování vyjádřené různými činy diskreditujícími vysoký titul duchovního a křesťana zbaven funkce představeného chrámu.
Dne 10. ledna 1993 byl dekretem patriarchy poslán k dispozici biskupu uljanovskému Proklu (Chazovi) a dohlížet na stavbu katedrálního chrámu v Uljanovsku. Tento příkaz neuposlechl a 18. ledna 1993 byl přijat do jurisdikce Ruské pravoslavné svobodné církve.
Dne 29. ledna 1993 byl patriarchou za neuposlechnutí příkazu a vstupu do schizmatu zbaven kněžství.
Archijerejský synod Ruské pravoslavné církve v zahraničí, který řídil Ruskou pravoslavnou svobodnou církev, neuznal přijetí archimandrity Adriana do církve z důvodu jeho nemorálního chování a 11. května 1993 byl zrušen dekret o jeho přijetí.
Dne 27. prosince 1993 byl přijat do jurisdikce Ukrajinské pravoslavné církve Kyjevského patriarchátu. Dne 30. ledna 1994 patriarchát zřídil farnost u chrámu Zjevení Páně v Noginsku. Archimandrita Adrian se stal představeným chrámu.
Dne 6. února 1994 byl patriarchou Filaretem chirotonizován na biskupa záporožského a dnipropetrovského. Od února stejného roku se stal správcem bogorodské eparchie.
Dne 27. října 1995 byl povýšen na arcibiskupa.
Dne 1. února 1996 mu byl změněn titul na dnipropetrovský a kryvorižský.
V říjnu 1997 byl chrám Zjevení Páně v Noginsku po soudním řízení navrácen Ruské pravoslavné církvi.
Dne 9. prosince 2002 byl povýšen na metropolitu.
Dne 21. října 2009 došlo k rozdělení dnipropetrovské a kryvorižské eparchie. Adrian se nesmířil s omezením jeho moci jen nad kryvorižskou eparchií a zřídil dnipropetrovský vikariát. V březnu 2011 mu bylo zakázáno zasahovat do záležitostí a jurisdikce dnipropetrovské eparchie.
Pokusil se opustit Kyjevský patriarchát a požádal o vstup do Ukrajinské autokefální pravoslavné církve, do které nebyl přijat.
Dne 13. května 2011 byl zbaven funkce správce kryvorižské eparchie, byl vyloučen ze Svatého synodu a byla mu ponechána jen malá eparchie bogorodská.
Roku 2018 vstoupil na Sjednocujím sněmu ukrajinských pravoslavných církví do jurisdikce nové Pravoslavné církve Ukrajiny.